# Vilmundar saga viðutan
Vilmundar saga viðutan también Vilmundar rímur viðutan (la saga de Vilmundar el forastero) es una de las sagas caballerescas aunque también por su contenido se la ha clasificado como una de las sagas de los tiempos antiguos, posiblemente compuesta hacia el siglo XIV. La trama se centra en la figura de Vilmundar, de quien se dice que es nieto de Bögu-Bosi, personaje de Bósa saga ok Herrauðs. El cuento se caracteriza por una serie de argumentos folclóricos, incluyendo el detalle del zapato, y por lo tanto a veces se considera que es el ejemplo más antiguo del cuento de hadas de Cenicienta. Un día en el bosque, Vilmundar encuentra un zapato de oro, y más tarde se encuentra con tres mujeres, a quien una de ellas le falta un zapato. La mujer, hermana del príncipe Soley, sólo se casará con el hombre que le traiga el zapato perdido. En la historia, el héroe debe abandonar sus antiguas costumbres campesinas y asumir nuevas costumbres refinadas de la corte noble, para lograr casarse con la hermana del príncipe. La obra se conserva en varias copias manuscritas, a destacar AM 586 4.º del siglo XV, y el compendio NKS 331 8.º de la segunda mitad del siglo XVII.